# Prototetyka
Prototetyka – jeden z systemów Stanisława Leśniewskiego, będący podstawą dla pozostałych. Jest uogólnionym rachunkiem zdań, a więc rachunkiem zdań z kwantyfikatorami wiążącymi zmienne zdaniowe, funktory zdaniotwórcze od argumentów zdaniowych, funktory od argumentów funktorowych od argumentów zdaniowych itd.
Najkrótszy znany aksjomat prototetyki został podany przez Bolesława Sobocińskiego: